# انقباض مهبلي
الانقباض المهبلي (بالإنجليزية: Vaginal Contraction)‏ هو انقباضات في عضلات الحوض المحيطة بالمهبل، وخصوصاً عضلة العصعصية. الانقباض المهبلي عموماً هو استجابة عضلة لا إرادية للتحفيز الجنسي التي تشمل الإثارة الجنسية. و الأكثر شدة أثناء الإثارة الجنسية والنشوة الجنسية ورغم أنها قوة لا إرادية إلا أن بعض النساء يمكنهن التحكم في عضلة المهبل لعمل انقباضات مهبلية بإرادتهن. الانقباض المهبلي يحسن التجربة الجنسية والشعور بالرضا عند كلا الطرفين أثناء العلاقة الجنسية.
في دراسة عام 1982، الانقباضات الحوضية لأحدى عشر امرأة حفزت نفسها يدوياً للنشوة الجنسية رصد أنهن يستخدمن الطريقة المهبلية والشرجية معاً. بالقرب من بداية ظهور النشوة الجنسية، بدأت سلسلة من الانقباضات المنتظمة في 9 من النساء، مع انقباضات الشرج والمهبل بإتساق مع بعضهم البعض. ثلاث من هزات النساء لا تتضمن سوى سلسلة من الانقباضات المنتظمة، بالنسبة لست نساء أخريات، أستمرت هزات العلاقة بإستمرار وراء السلسلة العادية مع انقباضات غير غير منتظمة إضافية. اثنثن من النساء لم يكن لديهن انقباضات منتظمة خلال هزات العلاقة الجنسية المبلغ عنها. أظهرت النساء اختلافات ملحوظة في مدة النشوة وعدد الانقباضات.
أكدت دراسة أجريت في عام 1994هذه النتائج، ولكنها خلصت إلى أن بعض النساء يعانين من النشوة الجنسية بشكل منتظم دون انقباضات، ويشير البعض إلى وجود انقباضات خلال النشوة فقط في بعض الأحيان. تحدث الانقباضات المهبلية بسبب نشاط مناطق معينة من الدماغ وإفراز هرمون الأوكسيتوسين. وقد اقترح أن انقباضات المهبل خلال النشوة يمكن أن تزيد من فرص الحمل لأنها تنقل الحيوانات المنوية إلى الجهاز التناسلي من المهبل للناقلة البويضات، والتي تقلل المسافة التي عليها قطعها. بالإضافة إلى ذلك عندما تكون المرأة هي الحيوان المنوي الخصب يتم نقلها فقط إلى جانب المبيض المهيمن. قد تنشأ انقباضات مهبلية طوعية من أسباب غير جنسية، يمكن أن تؤدي تشنج لا إرادي للعضلات المحيطة بالمهبل، والذي يحدث عادةً بسبب القلق مما يؤدي لتشنج مهبلي. لا ينبغي الخلط بين انقباضات المهبل وانقباضات الرحم.